# Leo Ouderits
Leo Ouderits (Mol, 21 mei 1950) is een Belgisch componist, muziekpedagoog, dirigent en slagwerker.

## Levensloop
Ouderits studeerde aan het Koninklijk Vlaams Conservatorium Antwerpen en behaalde aldaar eerste prijzen solfège, slaginstrumenten en kamermuziek alsook het hoger diploma slaginstrumenten en het getuigschrift muziekanalyse. Tot zijn docenten behoorden Louis Cauberghs, Theo Mertens en August Verbesselt. Gedurende zijn studies was hij als docent voor slagwerk aan de muziekacademie van Mol & Borgerhout bezig, een functie die hij van 1969 tot 1993 uitoefende. Tegenwoordig is hij docent aan het Lemmensinstituut in Leuven waar hij slaginstrumenten, kamermuziek en vakdidactiek leert. Aan het Koninklijk Vlaams Conservatorium Antwerpen doceerde hij percussie. Hij is eveneens gastdocent aan de "Académie d’Eté de Wallonie" te Libramont.
In 1972 stichtte hij het Mols Percussie Ensemble en werd ook artistiek leider van dit ensemble, dat in 1982 haar naam wijzigde in The Mol Percussion Orchestra, een groep uit een combinatie van ritmische en melodische slaginstrumenten. Zij werkten bijvoorbeeld ook mee tijdens de openingsevenementen van Antwerpen Europese Culturele Hoofdstad '93 en voerden het werk Talisker van Luc Brewaeys uit.
Als percussie-solist verzorgde hij recitals en concerten met musici zoals Keiko Abe, Walter Boeykens, Jos Van Immerseel en Theo Mertens. Ouderits werkt als gast-slagwerker ook in verschillende orkesten mee.
Hij is een veelgevraagd jurylid bij zowel nationale als internationale wedstrijden en bij conservatoria in binnen- en buitenland.
Als componist schreef hij talrijke werken voor diverse instrumenten en bezettingen.

## Composities

### Werken voor brassband
- Introduction for the Queen

### Werken voor slagwerk/percussie
- Iso Raya, voor percussieorkest[1]
- Passing by, voor marimba (solo) en percussieorkest[2]
- Per Aspera ad Astra, voor percussieorkest
- Percussion Pictures, voor percussieorkest
- Poem for Vibes, voor vibrafoon (solo)
- Rapadiddle, voor percussieorkest[3]
- To Beat or not to Beat (set-up)[4][5]
- Voces de Argentina, voor vibrafoon (solo) en percussieorkest[6]

## Media
1. ↑  Iso Raya door het "Meerhouts Percussie Orkest". Gearchiveerd op 2 oktober 2016.
2. ↑  Passing by door Leo Ouderits (marimba) en "The Mol Percussion Orchestra". Gearchiveerd op 9 september 2023.
3. ↑  Rapadiddle door "The Mol Percussion Orchestra". Gearchiveerd op 9 september 2023.
4. ↑  To Beat or not to Beat (1/2) door het "Pulse Percussion Trio". Gearchiveerd op 9 september 2023.
5. ↑  To Beat or not to Beat (2/2) door Rob Dalemans. Gearchiveerd op 9 september 2023.
6. ↑  Voces de Argentina door Leo Ouderits (vibrafoon) en "The Mol Percussion Orchestra". Gearchiveerd op 9 september 2023.